# Elecciones generales del Reino Unido de diciembre de 1910
Las elecciones generales del Reino Unido de diciembre de 1910 se realizaron el desde el 3 al 19 de diciembre de 1910. Fue la última elección británica que se realizó durante varios días.
Ni los conservadores ni los liberales lograron por sí solos conseguir una mayoría de escaños en el parlamento. El Partido Liberal, dirigido por H. H. Asquith, logró formar gobierno con el apoyo de los nacionalistas irlandeses.

## Resultados
| Partido                        | Votos     | Escaños | +/− | %    |
| ------------------------------ | --------- | ------- | --- | ---- |
| Partido Conservador            | 2.270.753 | 271     | - 1 | 46,6 |
| Partido Liberal                | 2.157.256 | 272     | - 2 | 44,2 |
| Partido Laborista              | 309.963   | 42      | + 2 | 6,4  |
| Partido Parlamentario Irlandés | 121.649   | 84      | + 2 | 2,5  |
| Federación Socialdemócrata     | 5 733     | 0       |     | 0,1  |
| Conservadores independientes   | 4.647     | 1       |     | 0,1  |
| Laboristas independientes      | 3.492     | 1       |     | 0,1  |
| Liberales independientes       | 1.946     | 0       | - 1 | 0,0  |